# Piero Sraffa
Piero Sraffa (ur. 5 sierpnia 1898 w Turynie, zm. 3 września 1983 w Cambridge) – włoski ekonomista działający na Uniwersytecie Cambridge, twórca i czołowy przedstawiciel szkoły neoricardiańskiej.

## Wczesne lata
Urodził się w Turynie, w rodzinie Angelo (profesora prawa handlowego) i Irmy Sraffów. Studia rozpoczął na lokalnym uniwersytecie i ukończył je pracą poświęconą zjawisku inflacji we Włoszech w czasie trwania i po I wojnie światowej. Jego promotorem był Luigi Einaudi, jeden z najważniejszych włoskich ekonomistów tamtego okresu, późniejszy prezydent Republiki Włoskiej.
W latach 1921–1922 Sraffa studiował w London School of Economics. W 1922 został powołany na stanowisko dyrektora prowincjonalnego wydziału pracy w Mediolanie, następnie na stanowisko profesora ekonomii politycznej najpierw w Perugii, a następnie w Cagliari (Sardynia). W Turynie poznał Antonio Gramsciego (czołowego działacza Włoskiej Partii Komunistycznej), z którym się blisko zaprzyjaźnił, po części z powodu podzielanych poglądów.
W 1925 napisał pracę o powrocie do taryf i konkurencji doskonałej, podkreślając pewne problematyczne punkty teorii przedsiębiorstwa Alfreda Marshalla.

## Główne prace
- Sulle Relazioni fra Costo e Quantita Perdotta (1925), artykuł w Annali di Economia (ang. tłum. On the Relation Between Costs and Quantity Produced);
- The Laws of Returns under Competitive Conditions (1926), artykuł w Economic Journal;
- Increasing Returns and the Representative Firm (1930), artykuł w Economic Journal;
- Dr. Hayek on Money and Capital (1932), artykuł w Economic Journal;
- Introduction do Works and Correspondence of David Ricardo (1951);
- Production of Commodities by Means of Commodities: Prelude to a critique of economic theory (1960).